# Islamabad-e Gharb
Islamabad-e Gharb (persisch اسلام‌آباد غرب, kurdisch Şahabad oder Arûnîawa) ist die Hauptstadt des Verwaltungsbezirks Islamabad-e Gharb in der Provinz Kermanschah. 2016 hatte die Stadt über 90.000 Einwohner. Die Bevölkerung besteht zur Mehrheit aus Kurden.

## Geschichte
Die Stadt erlebte ihre historische Blüte in der Zeit der Safawiden. Sie trägt ihren heutigen Namen seit der Islamischen Revolution 1978 und hieß davor Schahabad.

## Bevölkerungsentwicklung
| Jahr | Einwohnerzahl |
| ---- | ------------- |
| 1996 | 88.118        |
| 2006 | 89.904        |
| 2011 | 94.699        |
| 2016 | 90.559        |